# 小林千絵
小林 千絵（こばやし ちえ、1963年11月20日 - ）は、日本の歌手、女優、タレント。既婚。

## 略歴
大阪府豊中市出身。大阪府立東豊中高等学校卒業。東豊中高校は当時、大阪府第1学区で上位校ではなかったものの、高校時代の成績はトップだったという。また高校時代は美少女で有名な存在であったと、隣の高校に通っていたタレントの長江健次（小林より1学年下）が2020年1月24日に神戸チキンジョージで行われたライブMCで証言している。
中学生時代に読売テレビの『そっくりショー』に出場し、桜田淳子の歌を披露してチャンピオンになったことがある。以後も多くのオーディションを受け続け、「ヒデキ（西城秀樹）の弟・妹募集オーディション」で準優勝（優勝は河合奈保子。直前まで優勝は満場一致で小林と決まっていたが、西城秀樹の鶴の一声で優勝者が河合にひっくり返ったという）。しかしこれで準優勝に終わったショックでそれから1年半ほどコンテストやオーディションの応募は控えていたが、高校3年生になろうとしていた頃に自分の進路を決めることで焦り出し、その時ふと「アイドル歌手になるのには今しかない」と思い直したという。その後「ポートピア・花嫁コンテスト」グランプリを獲得。第1回ヤマハボーカルオーディション「ザ・デビュー」で1万人の中から優勝。第24回ヤマハ・ポピュラーソングコンテストつま恋本選会にて大阪地区代表として選出され、のちにデビュー曲となる『いつも片想い』を別のアレンジで歌い入賞する。これをきっかけに、ヤマハ音楽振興会所属となる。また、レコード会社キャニオン・レコード（現ポニーキャニオン）からスカウトされる。
1983年3月21日『いつも片想い』でキャニオン・レコードよりアイドル歌手デビュー。デビュー時のキャッチコピーは「フレッシュ・ルッキング」「シャボンの香りが、風に光りだす。」の2パターン。
デビュー前、13歳の頃から「オーディション荒らしの千絵ちゃん」の異名を持ち、デビュー時には『フォーカス』の創刊号に大きく掲載される。また、当時透明感溢れる声で抜群の歌唱力を売りにしたアイドル歌手でもあった。同期デビューにTHE GOOD-BYE、伊藤麻衣子、桑田靖子、岩井小百合、松本明子、徳丸純子、原真祐美、大沢逸美、森尾由美、木元ゆうこなどがいた。前後の世代と比較して売れたアイドルが存在しなかったために「不作の83年組」と言われた。のちに「お神セブン」となる各員である。
翌年より、MBSラジオ『MBSヤングタウン』で西川のりおとのボケとつっこみで人気が上昇し、『おじさんの気持も知らないで』というシングルでデュエットデビューも。これを機に地元大阪でバラエティーの活動が多くなり、大阪弁丸出しのトークでバラドルとして注目をあびる。
1989年にヤマハ音楽振興会を離れ、イザワオフィス、更にアクアプロモーションに移籍。歌手再起にかけ、1991年BMGビクターより『story』を発売。その後ポニーキャニオン（1987年10月21日社名変更）に戻り、シングル「恋に踊れば」を発売。現在はタレントを中心に活動中。
大のパチンコ好きとしても芸能界では知られており、1995年にはSANKYOにより、本人の写真絵柄とフィーバー時には本人の歌が流れる演出付きのパチンコ台「フィーバーフルーティー」が発売。現在では一般化した、芸能人をモチーフにしたパチンコ台の先駆けとなった。また、1998年4月〜2002年6月には、パチンコ番組『パチンコNOW2』（CBC）の司会も務めた。
一方、映画にも精通しており、テレビでの映画評論や、いくつかの映画のパンフレットに解説文も執筆するなど、多才な一面も持ち合わせる。
2002年に結婚し、翌2003年に長男を出産。
2017年1月24日、神戸チキンジョージにて開催のライブイベント『長江健次Cafe』にて同期歌手デビューの桑田・徳丸・木元と共に出演。公の場で歌うのは約20年振りとなる。
2017年3月6日、3月7日にBSフジの『クイズ!脳ベルSHOW』に出演。
2018年11月19日、11月20日に東京銀座博品館劇場にて、デビュー35周年を記念して同期デビューの大沢・森尾・桑田・松本・徳丸・木元を集めて、ライブイベント～不作と言われた私たち「お神セブンと申します」～を開催。
2019年5月1日に個人事務所（株）more senseに移籍、事務所「アクアプロモーション」とは業務提携になった事をブログで報告。
2023年9月29日・9月30日、東京銀座博品館劇場にて、83年組デビュー40周年を記念して「お神セブン再結集」を開催。
2023年10月12日 デビュー40周年記念シングル『100センチの幸せ』発売(9月29日･30日のお神セブン再結集イベント会場で先行発売)。
デビュー40周年記念ライブを、11月14日東京『ケネディハウス銀座』、11月17日大阪『Soap Opera Classcs -Umeda-』にて開催。
2024年、お神セブンのメンバーのうち、小林千絵（CHIE）、松本明子（AKIKO）、木元ゆうこ（YUKO）の関西由来の3人が、「CHAY（ちゃい）まんねんシスターズ」を結成。3月14日「～CHAYまんねんシスターズ甘く楽しいホワイトデーライブ～」を『ケネディハウス銀座』にて開催。
6月1日、第二弾「アイドル☆ナイト#2」を開催11月10日、第三弾「アイドル☆ナイト#3 アニソン特集」、2025年5月25日、第四弾「アイドル☆ナイト#4 ドラマ主題歌特集」

## 主な出演作品

### テレビドラマ

#### 連続ドラマ
- 必殺仕事人V・風雲竜虎編（1987年、ABC） - お仙役
- はぐれ刑事純情派 第7シリーズ （1994年8月10日、ANB） - 宮田久子役、第19話「親切泥棒? 若い女房を持つ男」
- ドラマ30
  - いのちの現場からⅡ（1994年、MBS）- 和田京子役
  - ああ嫁姑（1999年6月21日 - 25日、MBS）
    - 第4話（第4週）「姑の妊娠」
- おんなは全力疾走!（1997年5月5日 - 6月5日、NHK総合・ドラマ新銀河） - 清水藍子 役

#### 単発ドラマ
- 湯けむり仲居純情日記II（1993年11月1日、TBS・月曜ドラマスペシャル） - 谷すみえ 役
- ようこそミセス再出発セミナーへ（1998年11月7日、NHK総合・NHKドラマ館）

### バラエティ番組
- シネマ・パラダイス(NHK BS2) - 司会
- パチンコNOW2（CBC)- 司会
- ものまねバトル（日本テレビ)
- スター爆笑Q&A（よみうりテレビ)（末期の頃、お友達席で不定期出演）
- クイズ地球まるかじり（テレビ東京、不定期）
- クイズ日本人の質問（NHK総合)（不定期）
- たかじん胸いっぱい（関西テレビ)- 準レギュラー
- スーパーモーニング (テレビ朝日)　- レギュラー
- おしゃれ工房 (NHK教育)  - 司会
- まる得マガジン〜中高年のための登山入門 (NHK教育)
- バラエティー生活笑百科((NHK総合)
- おーい、ニッポン〜滋賀県大津市〜(NHK BS2)
- 東京フレンドパークⅡ (TBS)
- 笑顔がいちばん! (TBS)
- 金曜テレビの星! (TBS)
- オールスター感謝祭 (TBS)
- おウチに帰ろう! (TBS)
- オフレコ (TBS)
- 爆報! THE フライデー (TBS)
- X年後の関係者たち (2022年 BS-TBS)
- 知ってるつもり?!(日本テレビ)
- 踊る!さんま御殿!! (日本テレビ)
- 素顔が一番! (日本テレビ)
- どう〜なってるの (フジテレビ)
- ごきげんよう (フジテレビ)
- ふうふうごはん (フジテレビ)
- 社会の窓 (フジテレビ)
- こたえてちょーだい (フジテレビ)
- 料理バンザイ! (テレビ朝日)
- そっくり大賞 (テレビ朝日)
- 素敵にワイド!ほっと10 (テレビ東京)
- 開運なんでも鑑定団 (テレビ東京)
- 土曜スペシャル (テレビ東京)
- TVアップル (テレビ東京)
- わっ!!つNEW (テレビ東京)
- さんまのまんま(関西テレビ)
- 土曜大好き!830 (関西テレビ)
- 快傑えみちゃんねる (関西テレビ)
- ZIP! (関西テレビ)
- 真昼の決闘 (テレビ大阪)
- 抱きしめたい夜 (テレビ大阪)
- 旅サラダ (朝日放送)
- らくごのご (朝日放送)
- TVじゃん!!「神様!!BOMB!」(中京テレビ)
- 釣りバカ亭 (中京テレビ)
- コケコッコー(名古屋テレビ)
- 小林千絵のもっと映画を見ようよ! (チューリップテレビ)
- 第7回  ももいろ歌合戦 お神セブン[12] として出場 なんてったってアイドルを歌唱（インターネットテレビABEMA、2023年12月31日）

### スポーツ番組
- 独占!!サイクルスポーツ (テレビ東京)

### ラジオ
- MBSヤングタウン日曜日（1983年10月 - 1989年8月、MBSラジオ）[1]
- ABCラジオシティ（1989年10月 - 1990年9月、ABCラジオ）
- 土曜ワイド 吉田照美のハッピーTOKYO（1989年10月 - 1991年4月、TBSラジオ）
- 志の輔ラジオ 気分がいい!（1990年4月 - 1991年9月、文化放送）
- ABCラジオパラダイス（1990年10月 - 1991年9月、ABCラジオ）
- まんなかラジメント・美川と千絵の白昼堂々（1991年4月 - 1992年10月 TBSラジオ）
- ダントツ林の午後はどーんとマインド!（1994年10月 - 1995年10月 TBSラジオ） - 月曜 - 木曜 → 月曜 - 水曜アシスタント
- 大石吾朗 Premium G（2021年4月4日 - 2024年3月31日、ミュージックバード）

### 映画
- サラリーマン専科　単身赴任 (1996年)　- 横山さゆり役

### ミュージカル
- イマジンミュージカル 小公女セーラ（1985年） - 主演・セーラ役
- 一の宮はじめ ジャズダンスアカデミー第3回公演 「ダンシングミュージカル フィナーレには花束を」

（ヒロイン。1985年10月4日 - 5日、全3回公演、新橋・ヤクルトホール。作・演出・作詞・振付：一の宮はじめ。セイントフォーやデビュー前のBaBeの2人と共演

### CM
- 明治乳業 「シェイク29」(1983年） - 原辰徳と共演
- 川本製作所 「カワエースターボ」（1986年）

## ディスコグラフィ

### シングル
| 発売日                                  | 規格                                    | 規格品番                                | 面                                      | タイトル                                          | 作詞                                    | 作曲                                    | 編曲                                    |
| キャニオン・レコード / ポニーキャニオン | キャニオン・レコード / ポニーキャニオン | キャニオン・レコード / ポニーキャニオン | キャニオン・レコード / ポニーキャニオン | キャニオン・レコード / ポニーキャニオン           | キャニオン・レコード / ポニーキャニオン | キャニオン・レコード / ポニーキャニオン | キャニオン・レコード / ポニーキャニオン |
| --------------------------------------- | --------------------------------------- | --------------------------------------- | --------------------------------------- | ------------------------------------------------- | --------------------------------------- | --------------------------------------- | --------------------------------------- |
| 1983年3月21日                           | EP                                      | 7A-0254                                 | A                                       | いつも片想い                                      | 藤田久美子                              | 藤田久美子                              | 大村雅朗                                |
| 1983年3月21日                           | EP                                      | 7A-0254                                 | B                                       | FROM TIME IMMEMORIAL                              | 林丘美子                                | 林丘美子                                | 大村雅朗                                |
| 1983年6月21日                           | EP                                      | 7A-0286                                 | A                                       | ずっとラプソディ                                  | 城山清一                                | 城山清一                                | 鷺巣詩郎                                |
| 1983年6月21日                           | EP                                      | 7A-0286                                 | B                                       | 渚 センチメンタルステップ                         | 岩沢葎                                  | 白石公彦                                | 鷺巣詩郎                                |
| 1983年9月21日                           | EP                                      | 7A-0310                                 | A                                       | 水色のカチューシャ                                | 谷山浩子                                | 谷山浩子                                | 武部聡志                                |
| 1983年9月21日                           | EP                                      | 7A-0310                                 | B                                       | あなたの手紙                                      | 有美子                                  | 阿部俊一                                | 武部聡志                                |
| 1984年1月21日                           | EP                                      | 7G-0039                                 | A                                       | LOVE WITH YOU 〜愛のプレゼント〜                  | 伊藤薫                                  | 三木たかし                              | 鷺巣詩郎                                |
| 1984年1月21日                           | EP                                      | 7G-0039                                 | B                                       | 風の子守歌                                        | 伊藤薫                                  | 伊藤薫                                  | 鷺巣詩郎                                |
| 1984年5月21日                           | EP                                      | 7A-0375                                 | A                                       | ちぐはぐキッス                                    | 新井和夫                                | 近田春夫                                | 近田春夫                                |
| 1984年5月21日                           | EP                                      | 7A-0375                                 | B                                       | シューティングスター                              | 松井五郎                                | 松宮恭子                                | 近田春夫                                |
| 1984年9月21日                           | EP                                      | 7A-0418                                 | A                                       | おじさんの気持ちも知らないで ～哀愁のシイタケ族～ | 秋元康                                  | 山川恵津子                              | 山川恵津子                              |
| 1984年9月21日                           | EP                                      | 7A-0418                                 | B                                       | 泣いてる人へ                                      | 秋元康                                  | 西崎憲                                  | 山川恵津子                              |
| 1985年5月21日                           | EP                                      | 7A-0484                                 | A                                       | ホテルOSAKA                                       | 伊藤敏博                                | 佐々木幸男                              | 梅垣達志                                |
| 1985年5月21日                           | EP                                      | 7A-0484                                 | B                                       | たそがれ片想い                                    | 戸沢暢美                                | 岡本朗                                  | 飛澤宏元                                |
| 1986年7月21日                           | EP                                      | 7A-0608                                 | A                                       | 気まぐれマイ・ラブ                                | 田中真美                                | 田中真美                                | 鈴木茂                                  |
| 1986年7月21日                           | EP                                      | 7A-0608                                 | B                                       | 星のピリオド                                      | 天野音彦                                | 天野音彦                                | 鷺巣詩郎                                |
| 1988年10月5日                           | 8cmCD                                   | S10A-0169                               | A                                       | つよがり                                          | 森雪之丞                                | いしいめぐみ                            | 中村哲                                  |
| 1988年10月5日                           | 8cmCD                                   | S10A-0169                               | B                                       | ピアス                                            | 小林千絵                                | 小林千絵                                | 中村哲                                  |
| BMGビクター                             |                                         |                                         |                                         |                                                   |                                         |                                         |                                         |
| 1991年6月21日                           | 8cmCD                                   | BVDL-13                                 | A                                       | STORY                                             | 荒木とよひさ                            | 都志見隆                                | 川村栄二                                |
| 1991年6月21日                           | 8cmCD                                   | BVDL-13                                 | B                                       | 終りにしましょう 〜END OF LOVE〜                  | 荒木とよひさ                            | 都志見隆                                | 川村栄二                                |
| ポニーキャニオン                        |                                         |                                         |                                         |                                                   |                                         |                                         |                                         |
| 1995年3月17日                           | 8cmCD                                   | PCDA-00705                              | A                                       | 恋に踊れば                                        | 荒木とよひさ                            | 柴田遊                                  | 今泉敏郎                                |
| 1995年3月17日                           | 8cmCD                                   | PCDA-00705                              | B                                       | 縁起かついでHAPPINESS                             | 石川華子                                | 浅田直                                  | 京田誠一                                |
| MSレーベル                              |                                         |                                         |                                         |                                                   |                                         |                                         |                                         |
| 2023年10月12日                          | CD                                      | CKMS- 0001                              | A                                       | １００センチの幸せ                                | 小林千絵                                | Thousand Pictures                       | Thousand Pictures                       |
| 2023年10月12日                          | CD                                      | CKMS- 0001                              | B                                       | Give me chance                                    | 小林千絵                                | 小林千絵                                | Thousand Pictures                       |

### アルバム
| 発売日                                  | 規格                                    | 規格品番                                | 面 |
| キャニオン・レコード / ポニーキャニオン | キャニオン・レコード / ポニーキャニオン | キャニオン・レコード / ポニーキャニオン | キャニオン・レコード / ポニーキャニオン |
| --------------------------------------- | --------------------------------------- | --------------------------------------- | --- |
| 1983年10月21日                          | LP                                      | C28A-0295                               | 涙★GIRL Side:A 1. コンピューター・ジェラシー 作詞：佐々木幸男／作曲：佐々木幸男／編曲：鷺巣詩郎 2. いつも片想い 作詞：藤田久美子／作曲：藤田久美子／編曲：大村雅朗 3. たそがれ街角 Fall in Love 作詞：松井五郎／作曲：城山清一／編曲：武部聡志 4. ガラスの神話 作詞：藤田久美子／作曲：藤田久美子／編曲：鷺巣詩郎 5. 涙☆GIRL 作詞：松井五郎／作曲：三浦雄也／編曲：三浦雄也 Side:B 1. 水色のカチューシャ 作詞：谷山浩子／作曲：谷山浩子／編曲：武部聡志 2. あなたはエンジェル 作詞：服部雄介／作詞：柴田容子／作曲：柴田容子／編曲：鷺巣詩郎 3. 潮騒 作詞：天野滋／作曲：天野滋／編曲：鷺巣詩郎 4. ずっとラプソディ 作詞：城山清一／作曲：城山清一／編曲：鷺巣詩郎 5. 哀愁のページ 作詞：円広志／作曲：円広志／編曲：鷺巣詩郎 |
| 2008年7月16日                           | CD                                      | PCCS-00008                              | 涙★GIRL Side:A 1. コンピューター・ジェラシー 作詞：佐々木幸男／作曲：佐々木幸男／編曲：鷺巣詩郎 2. いつも片想い 作詞：藤田久美子／作曲：藤田久美子／編曲：大村雅朗 3. たそがれ街角 Fall in Love 作詞：松井五郎／作曲：城山清一／編曲：武部聡志 4. ガラスの神話 作詞：藤田久美子／作曲：藤田久美子／編曲：鷺巣詩郎 5. 涙☆GIRL 作詞：松井五郎／作曲：三浦雄也／編曲：三浦雄也 Side:B 1. 水色のカチューシャ 作詞：谷山浩子／作曲：谷山浩子／編曲：武部聡志 2. あなたはエンジェル 作詞：服部雄介／作詞：柴田容子／作曲：柴田容子／編曲：鷺巣詩郎 3. 潮騒 作詞：天野滋／作曲：天野滋／編曲：鷺巣詩郎 4. ずっとラプソディ 作詞：城山清一／作曲：城山清一／編曲：鷺巣詩郎 5. 哀愁のページ 作詞：円広志／作曲：円広志／編曲：鷺巣詩郎 |
| 2002年6月19日                           | CD                                      | PCCA-01706                              | Myこれ！小林千絵◆best 1. いつも片想い 2. ずっと ラプソディ 3. 水色のカチューシャ 4. Love with You～愛のプレゼント～ 5. ちぐはぐキッス 6. ホテルOSAKA 7. 気まぐれマイ・ラブ 8. つよがり 9. ピアス 10. 星のピリオド 11. たそがれ片想い 12. シューティングスター 13. 風の子守歌 14. あなたの手紙 15. 渚センチメンタルステップ 16. FROM TIME IMMEMORIAL |
| 2010年5月19日                           | CD                                      | PCCS-00129                              | Myこれ！小林千絵◆best 1. いつも片想い 2. ずっと ラプソディ 3. 水色のカチューシャ 4. Love with You～愛のプレゼント～ 5. ちぐはぐキッス 6. ホテルOSAKA 7. 気まぐれマイ・ラブ 8. つよがり 9. ピアス 10. 星のピリオド 11. たそがれ片想い 12. シューティングスター 13. 風の子守歌 14. あなたの手紙 15. 渚センチメンタルステップ 16. FROM TIME IMMEMORIAL |

## 著書
- やったもんがち（1993年）
- 日の丸印（1996年）
- パチンコ千絵（1996年。画:新田朋子）

## 連載

### エッセイ
- 鳩よ！ (マガジンハウス)
- シャレにならんわ！ (毎日新聞)

### 映画批評
- 千絵のこだわりシネマ (産経新聞)
- ロードショー(集英社)
- 小林千絵のもっと映画を見ようよ (東京学参)

## イベント
- 第28回ヤマハポピュラーソングコンテスト - 司会
- 20世紀を彩ったハリウッド映画女優展
- コルドン・ブルー(92' 93')

## ライブ
- 東邦生命ホール
- 芝浦インクスティック　他